# Liste des albums musicaux numéro un au Billboard 200 en 2013
Cette page présente les albums musicaux numéro 1 chaque semaine en 2013 au Billboard 200, le classement officiel des ventes d'albums aux États-Unis établi par le magazine Billboard. Les cinq meilleures ventes annuelles sont également listées.

## Classement hebdomadaire
| Date         | Artiste(s)              | Titre                                                                                                  | Référence |
| ------------ | ----------------------- | --- | --------- |
| 5 janvier    | Taylor Swift            | Red |           |
| 12 janvier   | Taylor Swift            | Red |           |
| 19 janvier   | Divers artistes         | Les Misérables: Highlights from the Motion Picture Soundtrack (Bande originale du film Les Misérables) |           |
| 26 janvier   | Chris Tomlin            | Burning Lights                                                                                         |           |
| 2 février    | ASAP Rocky              | Long. Live. ASAP                                                                                       |           |
| 9 février    | Gary Allan (en)         | Set You Free                                                                                           |           |
| 16 février   | Justin Bieber           | Believe Acoustic                                                                                       |           |
| 23 février   | Josh Groban             | All That Echoes                                                                                        |           |
| 2 mars       | Mumford and Sons        | Babel                                                                                                  |           |
| 9 mars       | Mumford and Sons        | Babel                                                                                                  |           |
| 16 mars      | Bruno Mars              | Unorthodox Jukebox                                                                                     |           |
| 23 mars      | Luke Bryan              | Spring Break...Here to Party                                                                           |           |
| 30 mars      | Bon Jovi                | What About Now                                                                                         |           |
| 6 avril      | Justin Timberlake       | The 20/20 Experience                                                                                   |           |
| 13 avril     | Justin Timberlake       | The 20/20 Experience                                                                                   |           |
| 20 avril     | Justin Timberlake       | The 20/20 Experience                                                                                   |           |
| 27 avril     | Paramore                | Paramore                                                                                               |           |
| 4 mai        | Fall Out Boy            | Save Rock and Roll                                                                                     |           |
| 11 mai       | Michael Bublé           | To Be Loved                                                                                            |           |
| 18 mai       | Kenny Chesney           | Life on a Rock                                                                                         |           |
| 25 mai       | Lady Antebellum         | Golden                                                                                                 |           |
| 1er juin     | Vampire Weekend         | Modern Vampires of the City                                                                            |           |
| 8 juin       | Daft Punk               | Random Access Memories                                                                                 |           |
| 15 juin      | Daft Punk               | Random Access Memories                                                                                 |           |
| 22 juin      | Queens of the Stone Age | ...Like Clockwork                                                                                      |           |
| 29 juin      | Black Sabbath           | 13 |           |
| 6 juillet    | Kanye West              | Yeezus                                                                                                 |           |
| 13 juillet   | Wale                    | The Gifted                                                                                             |           |
| 20 juillet   | J. Cole                 | Born Sinner                                                                                            |           |
| 27 juillet   | Jay-Z                   | Magna Carta Holy Grail                                                                                 |           |
| 3 août       | Jay-Z                   | Magna Carta Holy Grail                                                                                 |           |
| 10 août      | Selena Gomez            | Stars Dance                                                                                            |           |
| 17 août      | Robin Thicke            | Blurred Lines                                                                                          |           |
| 24 août      | The Civil Wars          | The Civil Wars                                                                                         |           |
| 31 août      | Luke Bryan              | Crash My Party                                                                                         |           |
| 7 septembre  | Luke Bryan              | Crash My Party                                                                                         |           |
| 14 septembre | Avenged Sevenfold       | Hail to the King                                                                                       |           |
| 21 septembre | Ariana Grande           | Yours Truly                                                                                            |           |
| 28 septembre | Keith Urban             | Fuse                                                                                                   |           |
| 5 octobre    | Jack Johnson            | From Here to Now to You                                                                                |           |
| 12 octobre   | Drake                   | Nothing Was the Same                                                                                   |           |
| 19 octobre   | Justin Timberlake       | The 20/20 Experience: 2 of 2                                                                           |           |
| 26 octobre   | Miley Cyrus             | Bangerz                                                                                                |           |
| 2 novembre   | Pearl Jam               | Lightning Bolt                                                                                         |           |
| 9 novembre   | Katy Perry              | Prism                                                                                                  |           |
| 16 novembre  | Arcade Fire             | Reflektor                                                                                              |           |
| 23 novembre  | Eminem                  | The Marshall Mathers LP 2                                                                              |           |
| 30 novembre  | Lady Gaga               | Artpop                                                                                                 |           |
| 7 décembre   | Eminem                  | The Marshall Mathers LP 2                                                                              |           |
| 14 décembre  | One Direction           | Midnight Memories                                                                                      |           |
| 21 décembre  | Garth Brooks            | Blame It All on My Roots: Five Decades of Influences                                                   |           |
| 28 décembre  | Beyoncé                 | Beyoncé                                                                                                |           |

## Classement annuel
Les 5 meilleures ventes d'albums de l'année aux États-Unis selon Billboard :
1. Justin Timberlake - The 20/20 Experience
2. Taylor Swift - Red
3. One Direction - Take Me Home
4. Bruno Mars - Unorthodox Jukebox
5. Mumford and Sons - Babel